# 泰奧弗拉斯托斯
泰奧弗拉斯托斯（转写：Theόphrastos，也称提奥弗拉斯特，约前371年－约前287年），公元前4世紀的古希臘哲學家和科學家，先後受敎於柏拉圖和亞里士多德，後來接替亞里士多德，領導其「逍遙學派」。解作「神的代言人」，並非真名，據說是亞里士多德見他口才出眾而替他起的名。
明代傳教士利瑪竇於著作中引用泰奧弗拉斯托斯語錄，將其名譯爲「竇法德」。

## 著作
泰奧弗拉斯托斯以《植物志》()、《植物之生成》(Περὶ Φυτῶν Αἰτιῶν)、《論石》(Περὶ Λίθων)、《人物志》 ()等作品傳世，《人物志》尤其有名，開西方「性格描寫」的先河。

## 泰奧弗拉斯托斯命名的植物

Historia plantarum, 1549

泰奧弗拉斯托斯所命名的植物有紅豆杉屬植物（Taxus baccifera Theophr. ex Bubani），種小名的意思為具有漿果，是Bubani在1897年沿用泰奧弗拉斯托斯的命名而發表於《比利牛斯山植物志》。